# Autokephalie (Soziologie)
Autokephalie (griechisch autos selbst, kephale Haupt: selbstbestimmt) bedeutet nach Max Weber, dass der Leiter und der Verbandsstab nach den eigenen Ordnungen des Verbandes und nicht wie bei Heterokephalie durch Außenstehende bestellt wird (Wirtschaft und Gesellschaft, Kap. 1, § 12). Autokephalie ist nicht mit Autonomie gleichzusetzen.